# 加耶尔
加耶尔（法語：Gaillères，法語發音：[ɡajɛʁ]）是法国朗德省的一个市镇，属于蒙德马桑区。

## 地理
加耶尔（43°56'26"N, 0°22'21"W）面积14.04 平方千米，位于法国新阿基坦大区朗德省，该省份为法国西南部沿海省份，是法國本土面积第二大的省，北起吉倫特省，西临大西洋，南至大西洋比利牛斯省，东临热尔省，东北与洛特-加龍省接壤。
与加耶尔接壤的市镇（或旧市镇、城区）包括：博斯唐、布格、吕克巴尔代兹和巴尔格、普伊代索、圣阿维、圣克里克新城、圣富瓦。

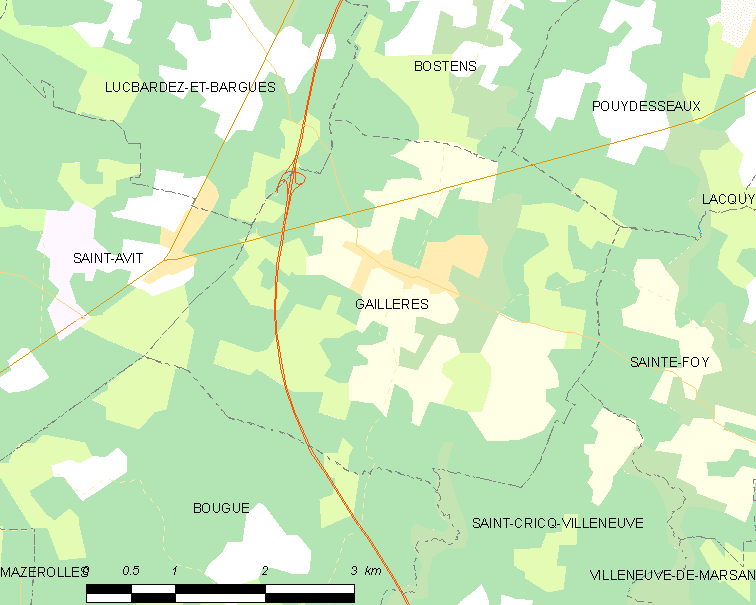
加耶尔的OSM定位图

加耶尔的时区为UTC+01:00、UTC+02:00（夏令时）。

## 行政
加耶尔的邮政编码为40090，INSEE市镇编码为40103。

## 政治
加耶尔所属的省级选区为蒙德马桑第一县。

## 人口

1962-2008年间加耶尔人口变化图示

加耶尔于2022年1月1日时的人口数量为647人。